# جيتوني داريتزو

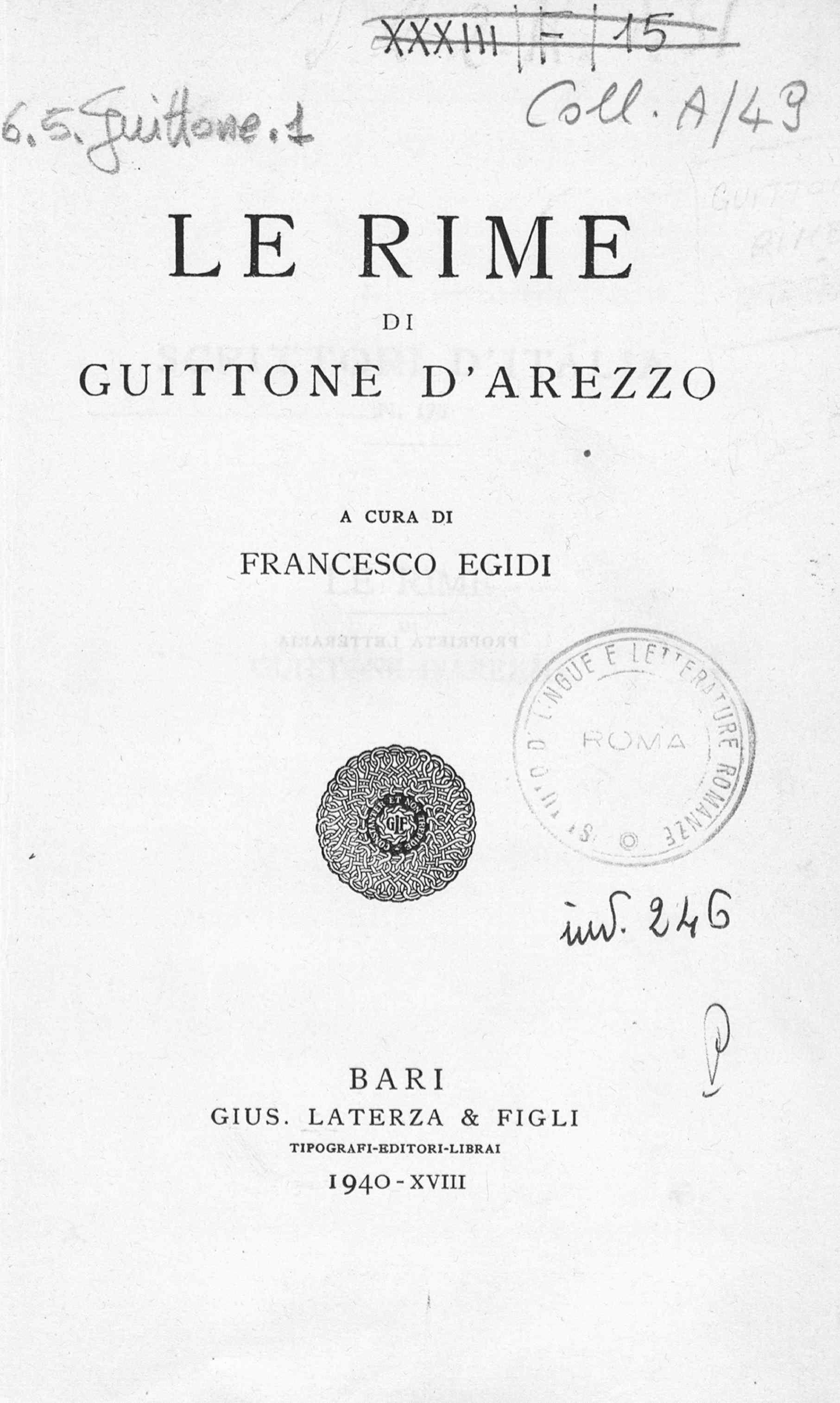
Rime

جيتوني داريتزو (بالإيطالية: Guittone d'Arezzo)‏ (تقريبًا 1235-1294) شاعر توسكاني ومؤسس المدرسة التوسكانية. كان شاعر حب علمانيًا مشهودًا له قبل تحوله في العقد السادس من القرن الثالث عشر ليصبح شاعرًا دينيًا. في 1256 ، نفي من أريتسو بسبب تعاطفه مع الغويلفيين.

## وصلات خارجية
- جيتوني داريتزو على موقع الموسوعة البريطانية (الإنجليزية)
- جيتوني داريتزو على موقع ديسكوغز (الإنجليزية)

1. ↑  Charles Dudley Warner, ed. (1897), Library of the World's Best Literature (بالإنجليزية), QID:Q19098835
2. ↑  Encyclopedia Brittanica eb.com, "Guittone d’Arezzo," , Retrieved 09-06-2011. نسخة محفوظة 27 يوليو 2020 على موقع واي باك مشين.